# Cali
|  | No s'ha de confondre amb Kali, i si cerqueu el cantant vegeu Cali (cantant). |

Cali, oficialment Santiago de Cali, és la capital del departament del Valle del Cauca a Colòmbia i la tercera ciutat més poblada del país. Es troba entre les 150 majors conurbacions del planeta.
Com a capital departamental, alberga edificis de la Governació del Valle del Cauca, l'Assemblea Departamental, el Tribunal Departamental, la Fiscalia General, Institucions i Organismes de l'Estat, també és la seu d'empreses oficials com la municipal EMCALI. Santiago de Cali va ser fundada el 1536 però, encara que és una de les ciutats més antigues d'Amèrica, no va ser fins a la dècada del 1930 que es va accelerar el seu desenvolupament fins a esdevenir un dels principals centres econòmics i industrials de Colòmbia i el principal centre urbà, cultural, econòmic, industrial i agrari de la part sud-occidental del país.
La ciutat va organitzar l'any 1971 la sisena edició dels Jocs Panamericans.

## Personatges notables
- Andrés Caicedo (1951-1977), escriptor
- Lupe Fuentes (n. 1987), productora musical
- César Mora (n. 1961), músic
- Ever Palacios (n. 1969), futbolista
- Carlos Valdés (n. 1985), futbolista